# Escobedia
Escobedia es un género con ocho especies de plantas perteneciente a la familia Orobanchaceae. Se distribuyen desde México a Brasil.

## Descripción
Son hierbas perennes, erectas, que alcanzan un tamaño de 40–100 cm de alto, glabras; tallos simples o raramente ramificados. Hojas opuestas o subopuestas arriba, lineares, (1.5–) 7–15 (–20) cm de largo y 2–10 mm de ancho, atenuadas en la base, margen entero o remotamente denticulado; sésiles. Flores solitarias en las axilas de las hojas, pedicelos 2.5–7 cm de largo, bibracteolados en o bajo del medio; cáliz 5-lobado, 4–7 cm de largo, los lobos unidos excepto en el ápice, los dientes 9–18 mm de largo; corola hipocrateriforme, 5-lobada, conspicua, blanca, el tubo 9–12 cm de largo, los lobos 2–4 cm de largo; estambres fértiles 4, iguales; estilo simple, estigma linear, entero. Cápsula elipsoide, 15–25 mm de largo, loculicida; semillas cilíndrico-cónicas, alargado-reticuladas.

## Taxonomía
El género fue descrito por Ruiz & Pav. y publicado en Florae Peruvianae, et Chilensis Prodromus 91, pl. 18. 1794.

## Especies aceptadas
A continuación se brinda un listado de las especies del género Escobedia aceptadas hasta julio de 2011, ordenadas alfabéticamente. Para cada una se indica el nombre binomial seguido del autor, abreviado según las convenciones y usos 
- Escobedia brachydonta Pennell
- Escobedia crassipes Pennell
- Escobedia grandiflora (L.f.) Kuntze
- Escobedia guatemalensis Loes.
- Escobedia laevis Cham. & Schltdl.
- Escobedia obtusifolia Pennell
- Escobedia parvifolia Pennell
- Escobedia peduncularis Pennell
- Escobedia escabrifolia